# Operní divadla v Polsku
Toto je seznam polských operních scén, tzn. divadel v Polsku, kde ke se provozují operní představení.

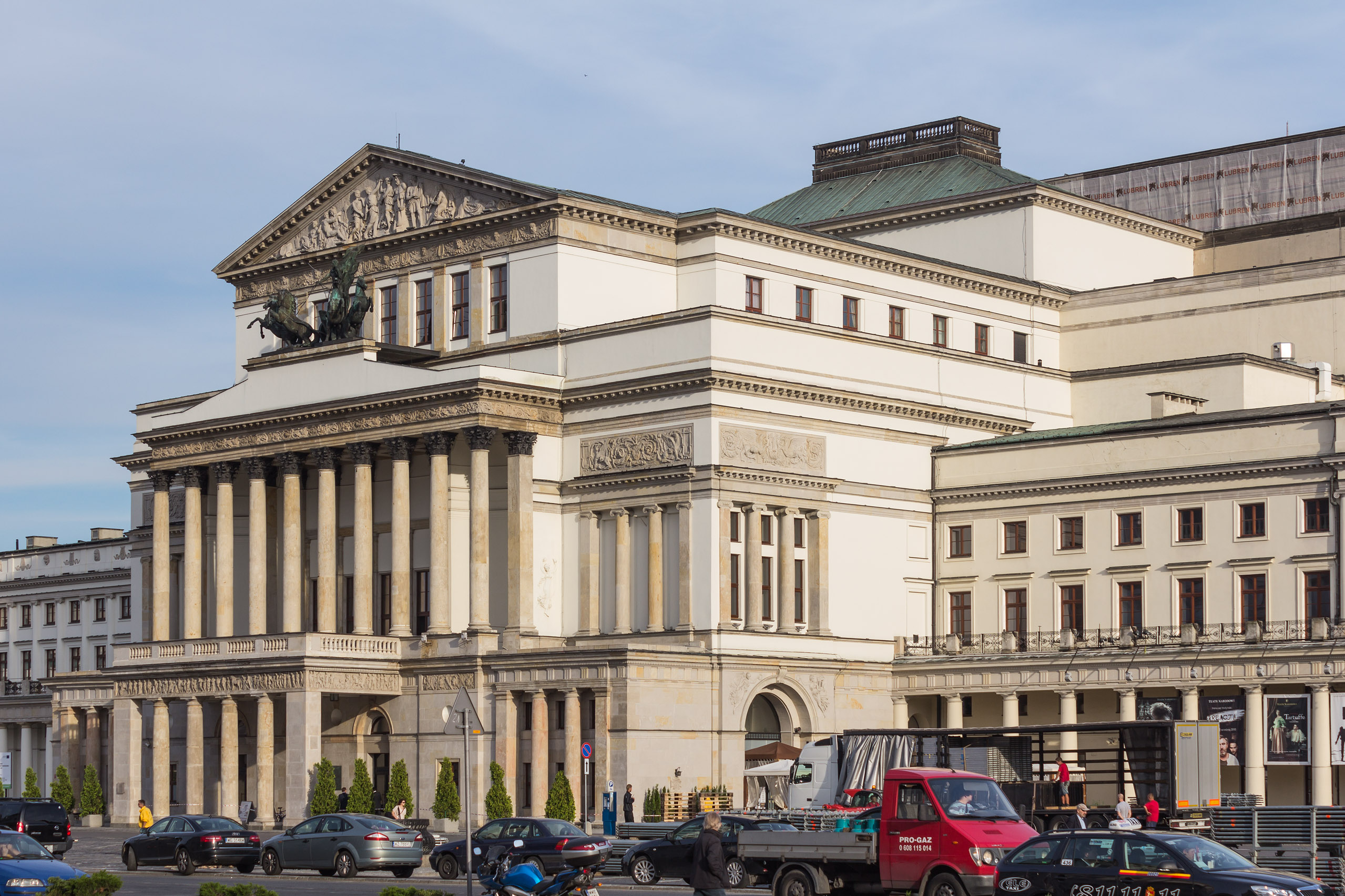
Národní opera ve Varšavě

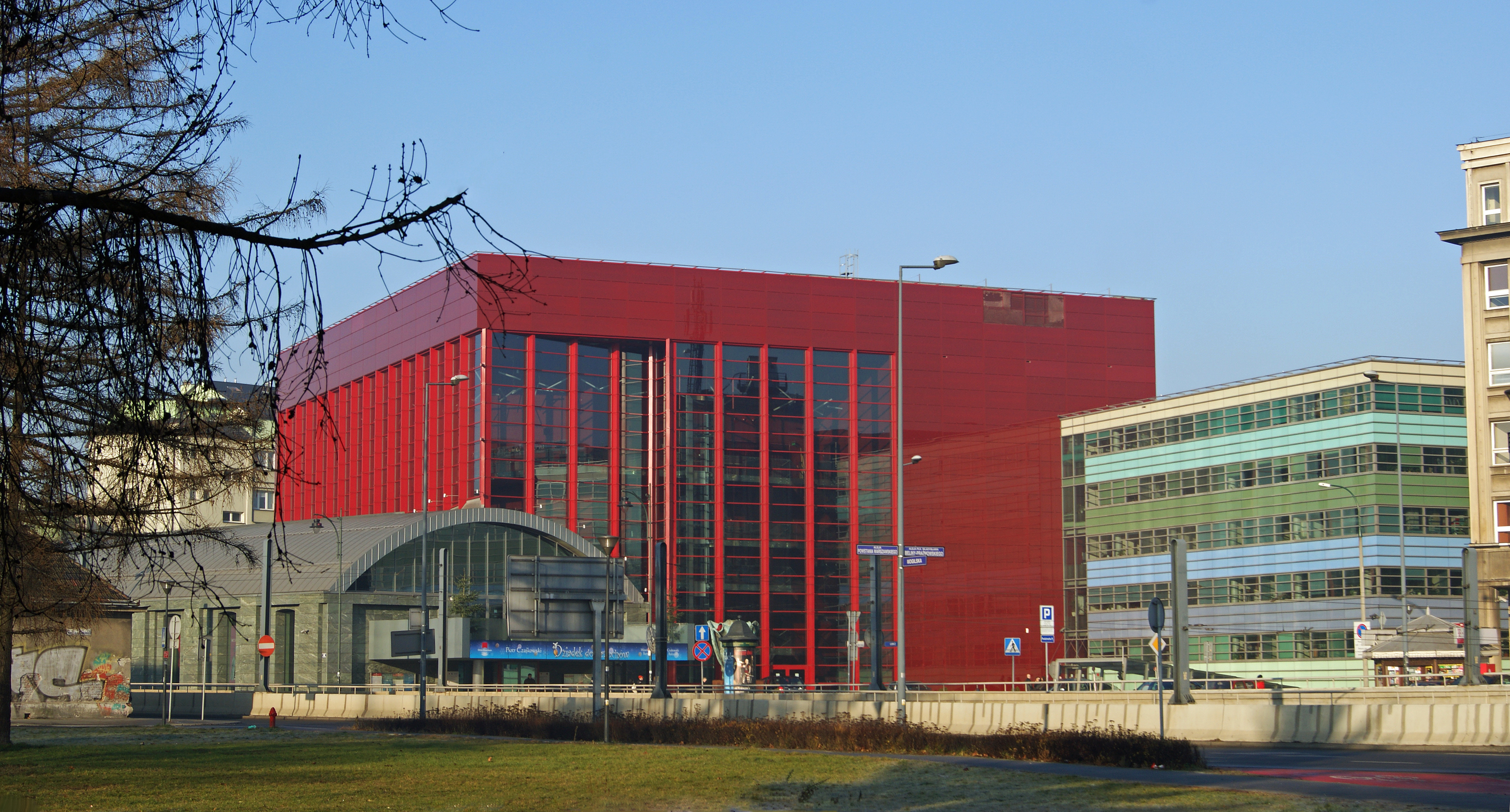
Krakovská opera

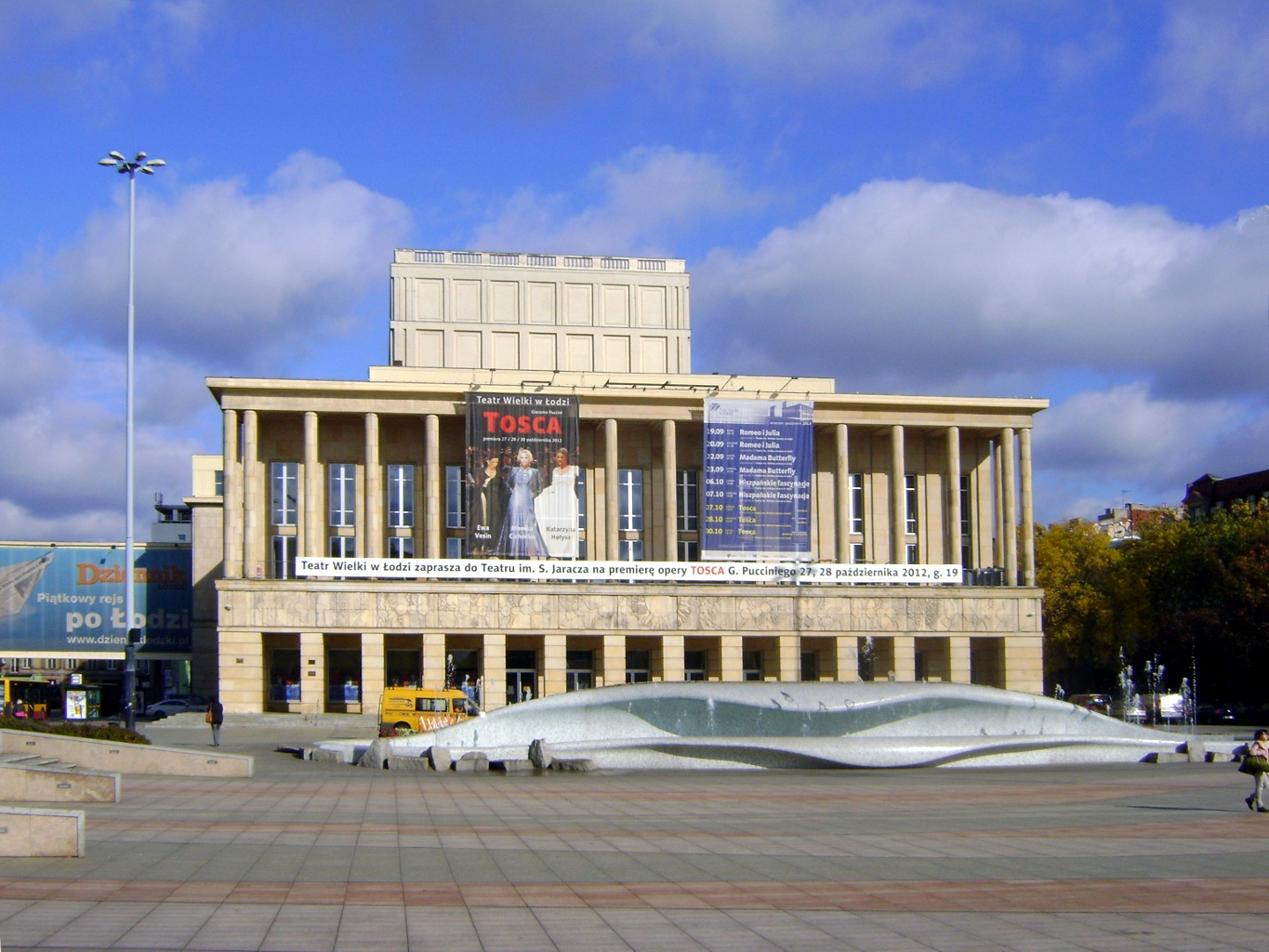
Velké divadlo v Lodži

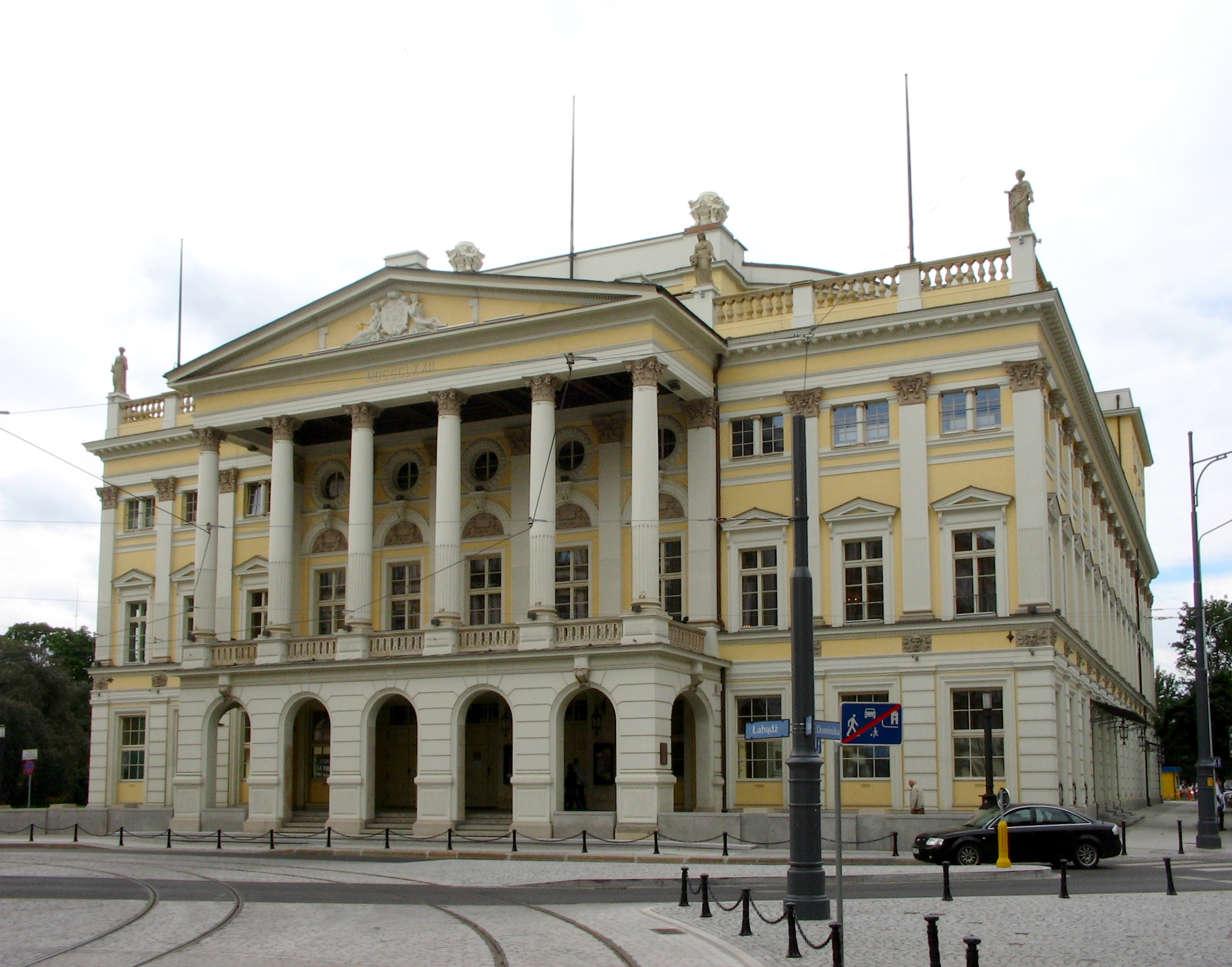
Vratislavská opera

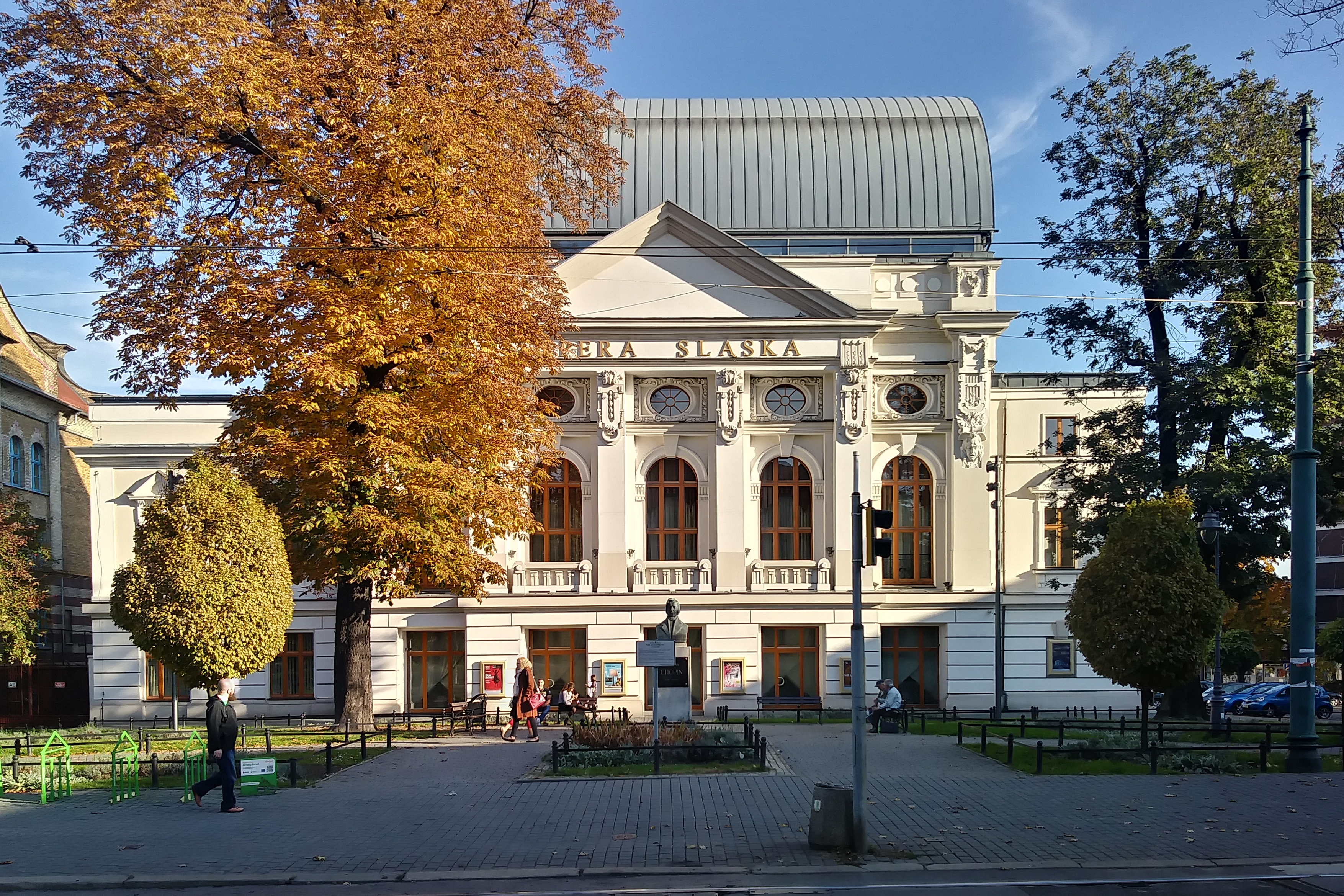
Slezská opera v Bytomi

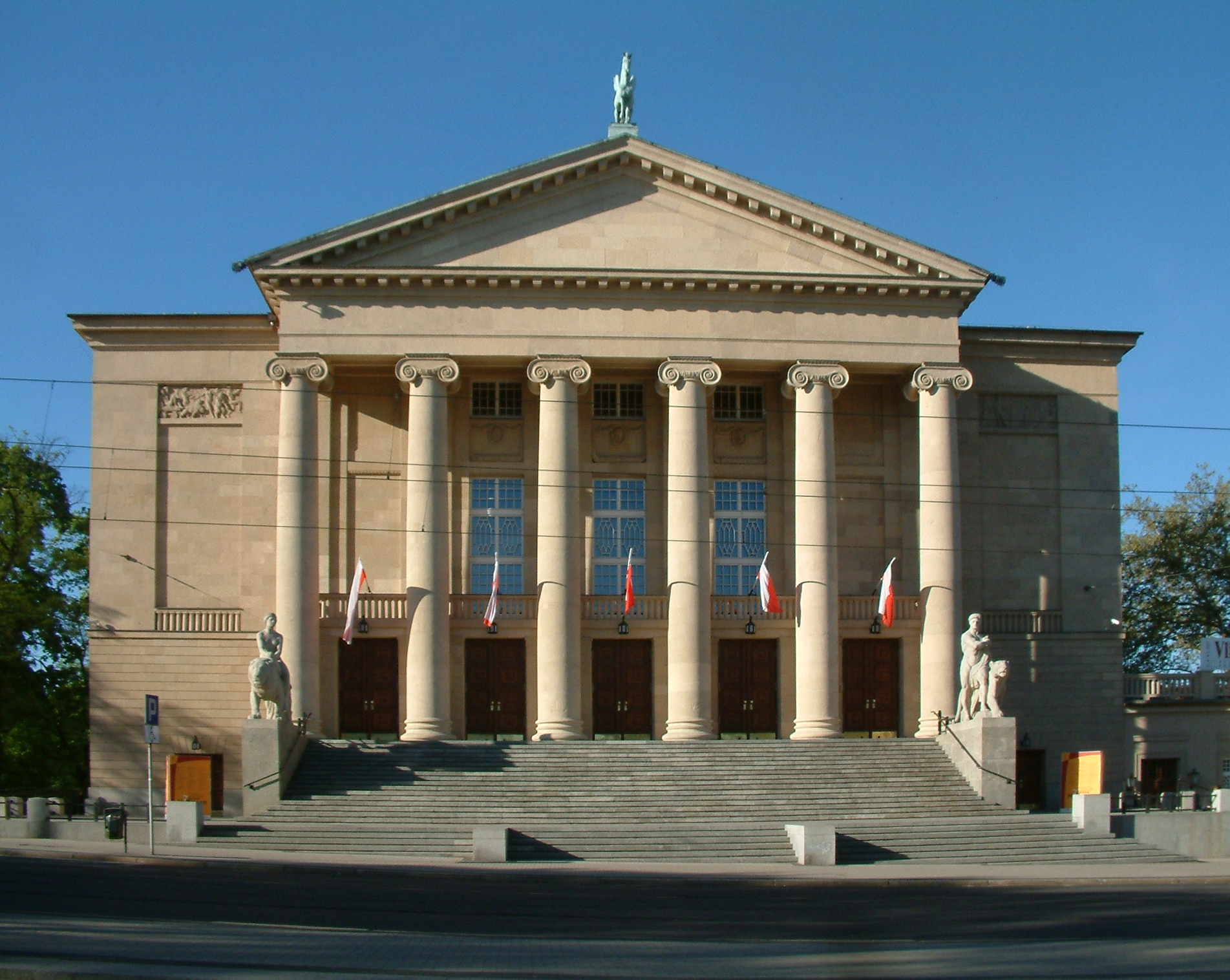
Poznaňská opera

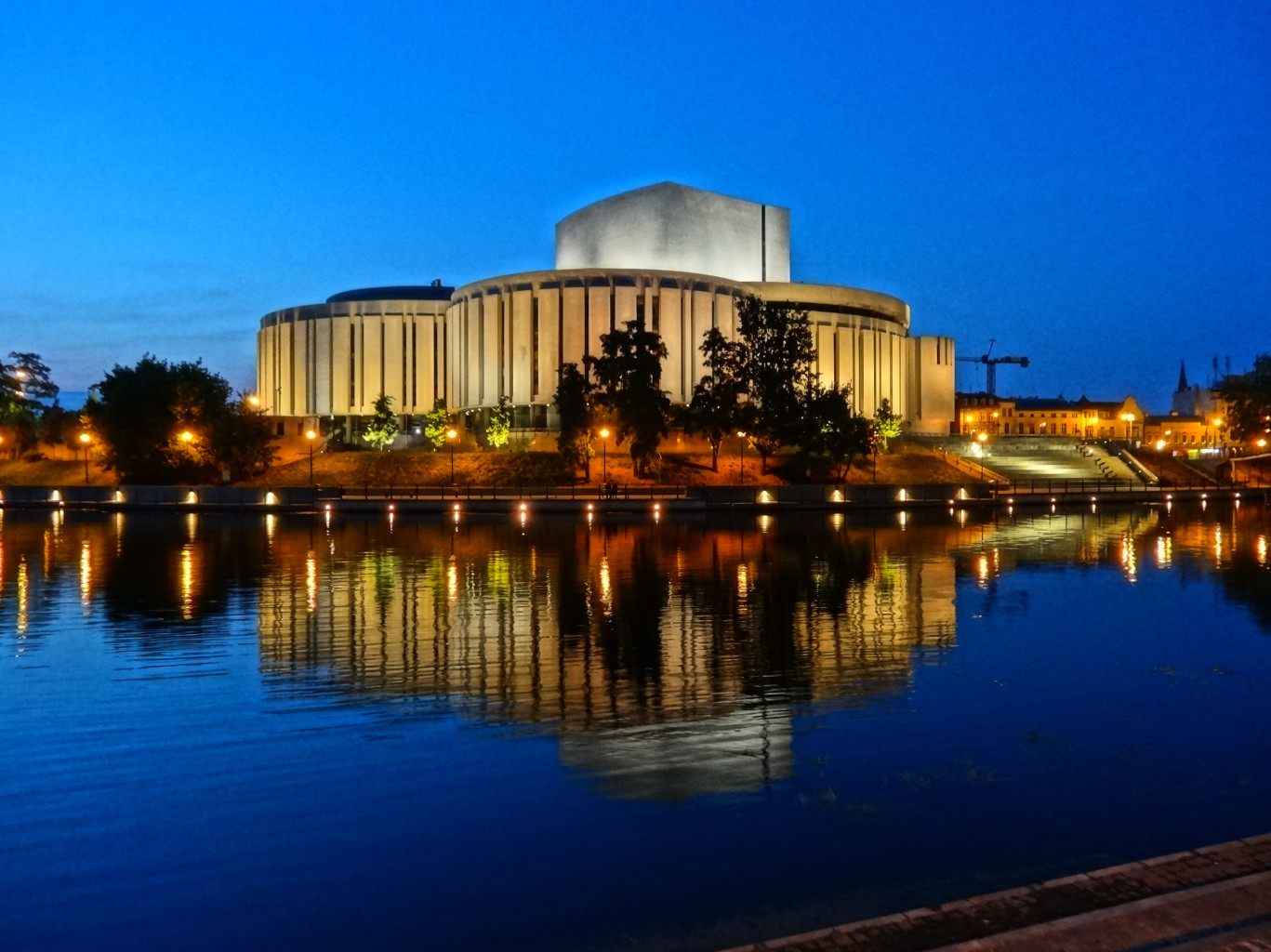
Opera Nova v Bydhošti

V Polsku je 14 divadel, v nichž se uvádí operní repertoár.

## Polská operní divadla
- Velké divadlo ve Varšavě - Národní opera

00-950 Varšava, Plac Teatralny 1
oficiální stránky divadla Archivováno 23. 12. 2009 na Wayback Machine.
- Hudební divadlo Danuty Baduszkowe- v Gdyni

Gdyně, Plac Grunwaldzki 1
oficiální stránky divadla
- Podleská opera a filharmonie v Bělostoku

15-406 Białystok, ul. Odeska 1
oficiální stránky divadla Archivováno 31. 8. 2018 na Wayback Machine.
- Varšavská komorní opera

00-145 Warszawa, Al. Solidarności 76b
oficiální stránky divadla
- Velké divadlo v Lodži

90-249 Łódź, Pl. Dąbrowski
oficiální stránky Velkého divadla v Lodži
- Velké divadlo Stanisława Moniuszka v Poznani

60-967 Poznaň, ul. Fredry 9
oficiální stránky divadla
- Krakovská opera

31-512 Krakov, ul. Lubicz 48
oficiální web (polsky)
- Slezská opera v Bytomi

41-902 Bytom, ul. Moniuszko 21-23
oficiální stránka
- Pobaltská opera v Gdaňsku

80-219 Gdaňsk, Aleja Zwycięstwa 15
telefon: 763 49 12/13
oficiální stránky divadla
- Vratislavská opera (dříve Dolnoslezská opera)

Vratislav, ul. Świdnicka 35
oficiální webové stránky
- Zámecká opera ve Štětíně

70-540 Szczecin, ul. Korsarzy 34
telefon: (091) 48 90 340
oficiální webové stránky
- Opera Nova v Bydhošti

85-070 Bydgoszcz, ul. Marszałka Focha 5,
oficiální webové stránky
- Krakovská komorní opera

31-055 Kraków, ul. Miodowa 15
oficiální webové stránky
- Polská královská opera (Varšava)

Královské divadlo - Łazienki Królewskie ve Varšavě
oficiální webové stránky
Opery jsou navíc uváděny v Hudebním divadle v Lublinu:
- Hudební divadlo v Lublinu

20-029 Lublin, ul. Skłodowskiej 5,
oficiální webové stránky
V současné době probíhají práce na obnově orchestřitě v Jaraczové divadle v Olsztynu.

## Bývalé operní scény

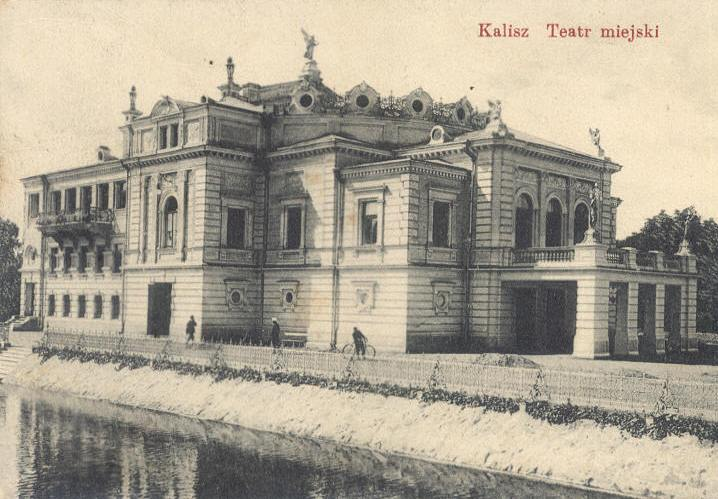
Městské divadlo v Kališi, před rokem 1914

- Městské divadlo v Kališi, v současné době Divadlo Wojciecha Bogusławského
- Operní divadlo v Zelené Hoře, v současné době Lubušské divadlo L. Kruczkowského v Zelené Hoře
- Městské divadlo v Nise
- Městské divadlo v Opolí
- Městské divadlo v Hlohově
- Městské divadlo v Lehnicích
- Městské divadlo ve Svídnici
- Městské divadlo v Bílsku-Bělé, v současné době Polské divadlo v Bílsku-Bělé

## Další instituce spojené s operou
- Polský klub milovníků opery Trubadur
- Opera Glass